# Saison 1998-1999 de la LHO
Saison précédente Saison suivante
La saison 1998-1999 est la dix-neuvième saison de hockey sur glace de la Ligue de hockey de l'Ontario. Les Bulls de Belleville remporte la Coupe J.-Ross-Robertson en battant en finale les Knights de London.

## Saison régulière
Ajout avant le début de la saison régulière de deux nouvelles franchises; les Battalion de Brampton et les IceDogs de Mississauga. Il s'agit alors de la première fois que la ligue aligne 20 formations. Avec ses ajout, la LHO décide de former deux conférences, l'Est et l'Ouest, qui comprendront chacune deux divisions. 

### Classement
| Conférence de l'Est    | Conférence de l'Est | Conférence de l'Est | Conférence de l'Est | Conférence de l'Est | Conférence de l'Est | Conférence de l'Est | Conférence de l'Est |
| Division Est           | PJ                  | V                   | D                   | N                   | Pts                 | BP                  | BC                  |
| ---------------------- | ------------------- | ------------------- | ------------------- | ------------------- | ------------------- | ------------------- | ------------------- |
| 67 d'Ottawa            | 68                  | 48                  | 13                  | 7                   | 103                 | 305                 | 164                 |
| Bulls de Belleville    | 68                  | 39                  | 22                  | 7                   | 85                  | 334                 | 246                 |
| Generals d'Oshawa      | 68                  | 39                  | 24                  | 5                   | 83                  | 280                 | 217                 |
| Petes de Peterborough  | 68                  | 40                  | 26                  | 2                   | 82                  | 266                 | 213                 |
| Frontenacs de Kingston | 68                  | 22                  | 42                  | 4                   | 48                  | 240                 | 320                 |

| Division Centrale               | PJ | V  | D  | N | Pts | BP  | BC  |
| ------------------------------- | -- | -- | -- | - | --- | --- | --- |
| Colts de Barrie                 | 68 | 49 | 13 | 6 | 104 | 343 | 192 |
| Wolves de Sudbury               | 68 | 25 | 35 | 8 | 58  | 261 | 288 |
| Centennials de North Bay        | 68 | 22 | 40 | 6 | 50  | 215 | 248 |
| St. Michael's Majors de Toronto | 68 | 20 | 42 | 6 | 46  | 214 | 316 |
| IceDogs de Mississauga          | 68 | 4  | 61 | 3 | 11  | 145 | 426 |

| Conférence de l'Ouest | Conférence de l'Ouest | Conférence de l'Ouest | Conférence de l'Ouest | Conférence de l'Ouest | Conférence de l'Ouest | Conférence de l'Ouest | Conférence de l'Ouest |
| Division Mid-ouest    | PJ                    | V                     | D                     | N                     | Pts                   | BP                    | BC                    |
| --------------------- | --------------------- | --------------------- | --------------------- | --------------------- | --------------------- | --------------------- | --------------------- |
| Storm de Guelph       | 68                    | 44                    | 22                    | 2                     | 90                    | 300                   | 218                   |
| Platers d'Owen Sound  | 68                    | 39                    | 24                    | 5                     | 83                    | 312                   | 293                   |
| Otters d'Érié         | 68                    | 31                    | 33                    | 4                     | 66                    | 271                   | 297                   |
| Rangers de Kitchener  | 68                    | 23                    | 39                    | 6                     | 52                    | 205                   | 257                   |
| Battalion de Brampton | 68                    | 8                     | 57                    | 3                     | 19                    | 198                   | 362                   |

| Division Ouest                 | PJ | V  | D  | N | Pts | BP  | BC  |
| ------------------------------ | -- | -- | -- | - | --- | --- | --- |
| Whalers de Plymouth            | 68 | 51 | 13 | 4 | 106 | 313 | 162 |
| Sting de Sarnia                | 68 | 37 | 25 | 6 | 80  | 279 | 216 |
| Knights de London              | 68 | 34 | 30 | 4 | 72  | 260 | 217 |
| Greyhounds de Sault Ste. Marie | 68 | 31 | 29 | 8 | 70  | 244 | 242 |
| Spitfires de Windsor           | 68 | 23 | 39 | 6 | 52  | 203 | 294 |

## Meilleurs pointeurs
| Joueur            | Équipe         | PJ | B  | A  | Pts | Pun |
| ----------------- | -------------- | -- | -- | -- | --- | --- |
| Peter Sarno       | Sarnia         | 68 | 37 | 93 | 130 | 49  |
| Norm Milley       | Sudbury        | 68 | 52 | 68 | 120 | 47  |
| Sheldon Keefe     | Toronto/Barrie | 66 | 51 | 65 | 116 | 140 |
| Adam Colagiacomo  | Plymouth       | 67 | 40 | 68 | 108 | 89  |
| Mike Fisher       | Sudbury        | 68 | 41 | 65 | 106 | 55  |
| Daniel Tkaczuk    | Barrie         | 58 | 43 | 62 | 105 | 58  |
| Harold Druken     | Plymouth       | 60 | 58 | 45 | 103 | 34  |
| Kevin Colley      | Oshawa         | 63 | 39 | 62 | 101 | 68  |
| Justin Papineau   | Belleville     | 68 | 52 | 47 | 99  | 28  |
| Ivan Novosseltsev | Sarnia         | 68 | 57 | 39 | 96  | 45  |

## Séries éliminatoires
|  | Huitièmes de finale            | Huitièmes de finale  |                      |   | Quarts de finale | Quarts de finale |  |  | Demi-finales | Demi-finales |  |  | Finale | Finale |
|  | Huitièmes de finale            | Huitièmes de finale  |                      |   | Quarts de finale | Quarts de finale |  |  | Demi-finales | Demi-finales |  |  | Finale | Finale |
|  |                                |                      |                      |   |                  |                  |  |  |              |              |  |  |        |        |
|  |                                |                      |                      |   |                  |                  |  |  |              |              |  |  |        |        |
|  |                                |                      |                      |   |                  |                  |  |  |              |              |  |  |        |        |
|  | Colts de Barrie                | 4                    |                      |   |                  |                  |  |  |              |              |  |  |        |        |
|  | Colts de Barrie                | 4                    |                      |   |                  |                  |  |  |              |              |  |  |        |        |
|  | Frontenacs de Kingston         | 1                    |                      |   |                  |                  |  |  |              |              |  |  |        |        |
|  | Frontenacs de Kingston         | 1                    | Colts de Barrie      | 3 |                  |                  |  |  |              |              |  |  |        |        |
|  |                                |                      | Colts de Barrie      | 3 |                  |                  |  |  |              |              |  |  |        |        |
|  |                                | Generals d'Oshawa    | 4                    |   |                  |                  |  |  |              |              |  |  |        |        |
|  | Generals d'Oshawa              | Generals d'Oshawa    | 4                    | 4 |                  |                  |  |  |              |              |  |  |        |        |
|  | Generals d'Oshawa              |                      |                      | 4 |                  |                  |  |  |              |              |  |  |        |        |
|  | Petes de Peterborough          | 1                    |                      |   |                  |                  |  |  |              |              |  |  |        |        |
|  | Petes de Peterborough          | 1                    | Generals d'Oshawa    | 1 |                  |                  |  |  |              |              |  |  |        |        |
|  |                                |                      | Generals d'Oshawa    | 1 |                  |                  |  |  |              |              |  |  |        |        |
|  |                                | Bulls de Belleville  | 4                    |   |                  |                  |  |  |              |              |  |  |        |        |
|  | Bulls de Belleville            | Bulls de Belleville  | 4                    | 4 |                  |                  |  |  |              |              |  |  |        |        |
|  | Bulls de Belleville            |                      |                      | 4 |                  |                  |  |  |              |              |  |  |        |        |
|  | Wolves de Sudbury              | 0                    |                      |   |                  |                  |  |  |              |              |  |  |        |        |
|  | Wolves de Sudbury              | 0                    | Bulls de Belleville  | 4 |                  |                  |  |  |              |              |  |  |        |        |
|  |                                |                      | Bulls de Belleville  | 4 |                  |                  |  |  |              |              |  |  |        |        |
|  |                                | 67 d'Ottawa          | 1                    |   |                  |                  |  |  |              |              |  |  |        |        |
|  | 67 d'Ottawa                    | 67 d'Ottawa          | 1                    | 4 |                  |                  |  |  |              |              |  |  |        |        |
|  | 67 d'Ottawa                    |                      |                      | 4 |                  |                  |  |  |              |              |  |  |        |        |
|  | Centennials de North Bay       | 0                    |                      |   |                  |                  |  |  |              |              |  |  |        |        |
|  | Centennials de North Bay       | 0                    | Bulls de Belleville  | 4 |                  |                  |  |  |              |              |  |  |        |        |
|  |                                |                      | Bulls de Belleville  | 4 |                  |                  |  |  |              |              |  |  |        |        |
|  |                                | Knights de London    | 3                    |   |                  |                  |  |  |              |              |  |  |        |        |
|  | Whalers de Plymouth            | Knights de London    | 3                    | 4 |                  |                  |  |  |              |              |  |  |        |        |
|  | Whalers de Plymouth            |                      |                      | 4 |                  |                  |  |  |              |              |  |  |        |        |
|  | Spitfires de Windsor           | 0                    |                      |   |                  |                  |  |  |              |              |  |  |        |        |
|  | Spitfires de Windsor           | 0                    | Whalers de Plymouth  | 3 |                  |                  |  |  |              |              |  |  |        |        |
|  |                                |                      | Whalers de Plymouth  | 3 |                  |                  |  |  |              |              |  |  |        |        |
|  |                                | Knights de London    | 4                    |   |                  |                  |  |  |              |              |  |  |        |        |
|  | Sting de Sarnia                | Knights de London    | 4                    | 2 |                  |                  |  |  |              |              |  |  |        |        |
|  | Sting de Sarnia                |                      |                      | 2 |                  |                  |  |  |              |              |  |  |        |        |
|  | Knights de London              | 4                    |                      |   |                  |                  |  |  |              |              |  |  |        |        |
|  | Knights de London              | 4                    | Knights de London    | 4 |                  |                  |  |  |              |              |  |  |        |        |
|  |                                |                      | Knights de London    | 4 |                  |                  |  |  |              |              |  |  |        |        |
|  |                                | Platers d'Owen Sound | 3                    |   |                  |                  |  |  |              |              |  |  |        |        |
|  | Platers d'Owen Sound           | Platers d'Owen Sound | 3                    | 4 |                  |                  |  |  |              |              |  |  |        |        |
|  | Platers d'Owen Sound           |                      |                      | 4 |                  |                  |  |  |              |              |  |  |        |        |
|  | Greyhounds de Sault Ste. Marie | 1                    |                      |   |                  |                  |  |  |              |              |  |  |        |        |
|  | Greyhounds de Sault Ste. Marie | 1                    | Platers d'Owen Sound | 4 |                  |                  |  |  |              |              |  |  |        |        |
|  |                                |                      | Platers d'Owen Sound | 4 |                  |                  |  |  |              |              |  |  |        |        |
|  |                                | Storm de Guelph      | 2                    |   |                  |                  |  |  |              |              |  |  |        |        |
|  | Storm de Guelph                | Storm de Guelph      | 2                    | 4 |                  |                  |  |  |              |              |  |  |        |        |
|  | Storm de Guelph                |                      |                      | 4 |                  |                  |  |  |              |              |  |  |        |        |
|  | Otters d'Érié                  | 1                    |                      |   |                  |                  |  |  |              |              |  |  |        |        |
|  | Otters d'Érié                  | 1                    |                      |   |                  |                  |  |  |              |              |  |  |        |        |

## Trophées OHL
| Coupe J.-Ross-Robertson :                  | Bulls de Belleville                               |
| Trophée Hamilton Spectator :               | Whalers de Plymouth                               |
| Trophée Red-Tilson :                       | Brian Campbell, 67 d'Ottawa                       |
| Trophée Eddie-Powers :                     | Peter Sarno, Sting de Sarnia                      |
| Trophée Matt-Leyden :                      | Peter DeBoer, Whalers de Plymouth                 |
| Trophée Jim-Mahon :                        | Norm Milley, Wolves de Sudbury                    |
| Trophée Max-Kaminsky :                     | Brian Campbell, 67 d'Ottawa                       |
| Prix du gardien de la saison de la LHO :   | Brian Finley, Colts de Barrie                     |
| Trophée Jack-Ferguson :                    | Jason Spezza, IceDogs de Mississauga              |
| Trophée Dave-Pinkney :                     | Robert Holsinger et Rob Zepp, Whalers de Plymouth |
| Prix du dirigeant de la saison de la LHO : | Jeff Hunt, 67 d'Ottawa                            |
| Trophée de la famille Emms :               | Sheldon Keefe, Colts de Barrie                    |
| Trophée F.-W.-« Dinty »-Moore :            | Levente Szuper, 67 d'Ottawa                       |
| Trophée Dan-Snyder :                       | Ryan McKie, Wolves de Sudbury                     |
| Trophée William-Hanley :                   | Brian Campbell, 67 d'Ottawa                       |
| Trophée Leo-Lalonde :                      | Ryan Ready, Bulls de Belleville                   |
| Trophée Bobby-Smith :                      | Rob Zepp, Whalers de Plymouth                     |
| Trophée Wayne-Gretzky 99 :                 | Justin Papineau, Bulls de Belleville              |